# Stor-Nyängestjärnen
Stor-Nyängestjärnen är en sjö i Vindelns kommun i Västerbotten och ingår i Sävaråns huvudavrinningsområde. Sjön har en area på 0,125 kvadratkilometer och ligger 254,5 meter över havet.

## Delavrinningsområde
Stor-Nyängestjärnen ingår i det delavrinningsområde (716529-169195) som SMHI kallar för Utloppet av Stor-Renträsket. Medelhöjden är 258 meter över havet och ytan är 11,93 kvadratkilometer. Räknas de 32 avrinningsområdena uppströms in blir den ackumulerade arean 195,04 kvadratkilometer. Avrinningsområdets utflöde Sävarån (Lossmenån) mynnar i havet. Avrinningsområdet består mestadels av skog (69 procent). Avrinningsområdet har 2,64 kvadratkilometer vattenytor vilket ger det en sjöprocent på 22,1 procent.